# 311 South Wacker Drive

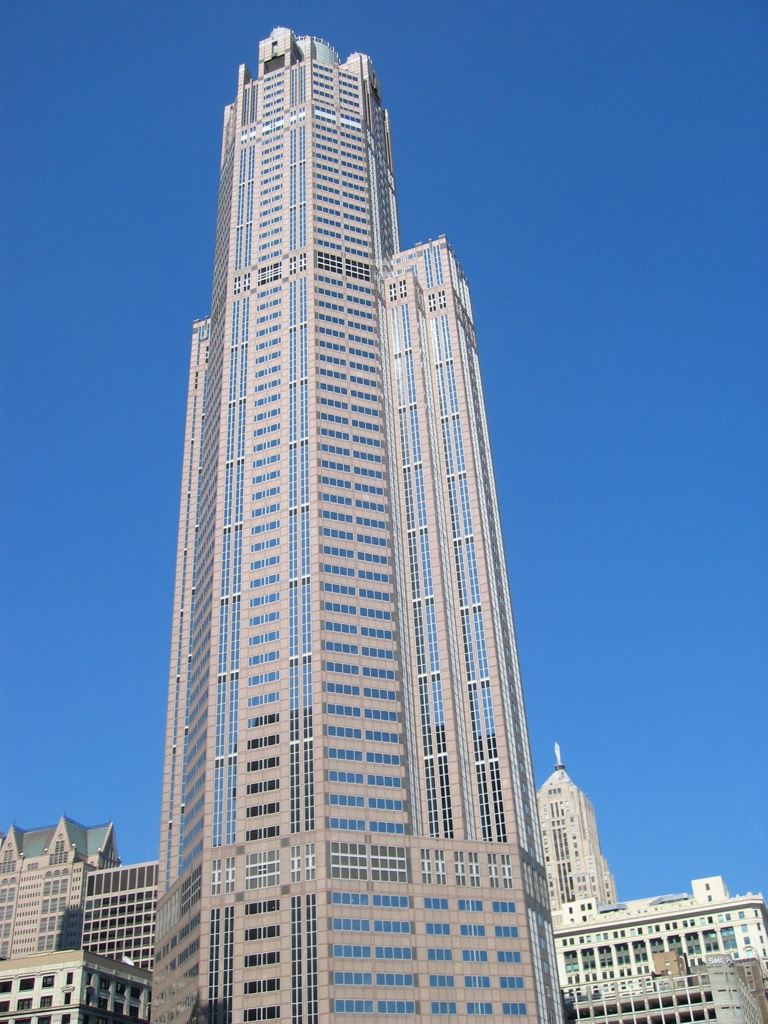
311 South Wacker Drive.

311 South Wacker Drive é um dos arranha-céus mais altos do mundo, com 293 metros (961 ft). Edificado na cidade de Chicago, Estados Unidos, foi concluído em 1990 com 65 andares. Era o prédio mais alto do mundo em concreto armado. Até 2015, o 311 South Wacker era também o edifício mais alto do mundo conhecido apenas por seu endereço, quando foi superado em altura pela 432 Park Avenue de Nova York.